# Кавунівська сільська рада (Шполянський район)
Кавуні́вська сільська́ ра́да — адміністративно-територіальна одиниця та орган місцевого самоврядування у Шполянському районі Черкаської області. Адміністративний центр — село Кавунівка.

## Загальні відомості
- Населення ради: 302 особи (станом на 2001 рік)

## Населені пункти
Сільській раді були підпорядковані населені пункти:
- с. Кавунівка

## Склад ради
Рада складалася з 12 депутатів та голови.
- Голова ради:

### Керівний склад попередніх скликань
| Прізвище, ім'я, по батькові          | Основні відомості                                                 | Дата обрання | Дата звільнення |
| ------------------------------------ | ----------------------------------------------------------------- | ------------ | --------------- |
| Недопас Василь Савович               | Сільський голова, 1944 року народження, безпартійний              | 26.03.2006   | 31.10.2010      |
| Козій-Голобородько Катерина Іванівна | Сільський голова, 1947 року народження, освіта вища, позапартійна | 31.10.2010   | 08.08.2014      |

Примітка: таблиця складена за даними сайту Верховної Ради України

### Депутати
За результатами місцевих виборів 2010 року депутатами ради стали:

#### За суб'єктами висування
| Суб'єкт висування           | Кількість обраних депутатів | %    |
| --------------------------- | --------------------------- | ---- |
| Партія регіонів             | 9                           | 75   |
| Комуністична партія України | 2                           | 16,7 |
| Самовисування               | 1                           | 8,3  |

#### За округами
| № округу                    | Прізвище, ім'я, по батькові     | Дата визнання обраним | Освіта             | Партійна приналежність            | Відомості про обраного депутата |
| --------------------------- | ------------------------------- | --------------------- | ------------------ | --------------------------------- | ------------------------------- |
| Комуністична партія України |                                 |                       |                    |                                   |                                 |
| 2                           | Кавун Василь Васильович         | 07.11.2010            | середня спеціальна | член Комуністичної партії України | тимчасово не працює             |
| 4                           | Кавун Любов Федорівна           | 07.11.2010            | середня спеціальна | член Комуністичної партії України | Начальник ВТЗ, начальник        |
| Партія регіонів             |                                 |                       |                    |                                   |                                 |
| 1                           | Зеленюк Олександр Олександрович | 07.11.2010            | середня            | член Партії регіонів              | тимчасово не працює             |
| 3                           | Котенко Петро Пилипович         | 07.11.2010            | середня            | член Партії регіонів              | тимчасово не працює             |
| 6                           | Котенко Михайло Володимирович   | 07.11.2010            | середня            | позапартійний                     | пенсіонер                       |
| 7                           | Орел Любов Олексіївна           | 11.11.2010            | середня            | член Партії регіонів              | пенсіонер                       |
| 8                           | Зубанич Ганна Юріївна           | 07.11.2010            | середня            | член Партії регіонів              | тимчасово не працює             |
| 9                           | Данілов Василь Левкович         | 07.11.2010            | середня            | член Партії регіонів              | пенсіонер                       |
| 10                          | Кіндратенко Микола Іванович     | 07.11.2010            | середня            | член Партії регіонів              | пенсіонер                       |
| 11                          | Неїжпапенко Петро Іванович      | 07.11.2010            | середня спеціальна | член Партії регіонів              | пенсіонер                       |
| 12                          | Шевченко Любов Вікторівна       | 07.11.2010            | середня            | член Партії регіонів              | тимчасово не працює             |
| Самовисування               |                                 |                       |                    |                                   |                                 |
| 5                           | Крушевська Наталія Валентинівна | 09.01.2011            | середня            | позапартійна                      | тимчасово не працює             |